# Уэлсли, Артур, 2-й герцог Веллингтон
Генерал-лейтенант Артур Ричард Уэлсли, 2-й герцог Веллингтон (3 февраля 1807, Лондон — 13 августа 1884, Брайтон) — британский политический деятель, аристократ и военный. Шталмейстер (1853—1858), кавалер Ордена Подвязки (1858), лорд-лейтенант Мидлсекса (1868—1884). Старший сын герцога Веллингтона, победителя Наполеона в битве при Ватерлоо (1815).
Первоначально носил титулы: Лорд Дуро (1812—1814) и Маркиз Дуро (1814—1852).

## Ранняя жизнь и образование
Артур Ричард Уэлсли родился 3 февраля 1807 года на Харли-стрит, Сохо, Лондон. Старший сын Артура Уэллсли (1769—1852), 1-го герцога Веллингтона (1814—1852), и Кэтрин Сары Дорити «Китти» Пэкинхэм (1773—1831), дочери Эдуарда Пэкинхэма, 2-го барона Лонгфорда. Младший брат — лорд Чарльз Уэлсли (1808—1858).
Получил образование в подготовительной школе «Temple Grove School» в Восточном Суссексе, затем учился в Итонском колледже (1818—1824), колледже Крайст-Чёрч в Оксфорде (1824), Тринити-колледже в Кембридже (1825—1830).
В 1812 году, когда его отец Артур Уэлсли стал первым графом Веллингтоном, Артур Ричард Уэлсли получил титул лорда Дору, а в 1814 году, когда отец стал первым герцогом Веллинготом, его старший сын стал именоваться маркизом Дору. С 1818 по 1821 год — почётный королевский паж.

## Военная карьера
20 марта 1823 года — энсин 81-го Линкольнширского пехотного полка
26 мая 1825 года — энсин 71-го Хайлендского пехотного полка
2 июня 1825 года — корнет Королевской конной гвардии
1 июля 1827 года — лейтенант Королевской конной гвардии
8 мая 1828 года — капитан Королевской конной гвардии
24 июля 1828 года — капитан Королевского стрелкового корпуса
2 ноября 1830 года — майор Королевского стрелкового корпуса
2 августа 1831 года — майор Стрелковой бригады
12 августа 1834 года — подполковник Стрелковой бригады
9 ноября 1846 года — полковник Стрелковой бригады
20 июня 1854 года — генерал-майор и генерал-лейтенант (чины присвоены в один день)

## Политическая карьера
Лорд Дору был избран от партии тори в Палату общин от округа Олдборо в 1829 году, где заседал до 1832 года. В 1837 году вторично избрался от партии тори в Палату общин от округа Норвич.
В сентябре 1852 года после смерти своего отца Артур Ричард Уэлссли унаследовал титул и поместья герцога Веллингтона, став членом Палаты лордов и пэром Англии.
В начале 1853 года герцог Веллингтон был назначен членом Тайного совета и получил должность шталмейстера в коалиционном правительстве лорда Абердина. В 1855 году после назначения премьер-министром лорда Палмерстона он сохранил свой пост. В 1858 году герцог Веллингтон ушёл в отставку вместе со всем правительством Генри Джона Темпла Палмерстона. В том же году стал кавалером Ордена Подвязки.
В 1863 году после смерти своего двоюродного брата Уильяма Поля-Тилни-Лонга-Уэлсли (1813—1863), 5-го графа Морнингтона (1857—1863), Артур Ричард Уэлсли унаследовал титул графа Морнингтона.
С 1868 по 1884 год — лорд-лейтенант графства Мидлсекс.
Получил от Кембриджского университета степень магистра искусств (10 февраля 1830) и степень доктора права (6 апреля 1835).

## Семья
18 апреля 1839 года маркиз Дору женился на Леди Элизабет Хей (27 сентября 1820 — 13 августа 1904), четвёртой дочери фельдмаршала Джорджа Хея, 8-го маркиза Твиддэйла (1787—1876) и леди Сьюзан Монтегю (1797—1870). Брак был бездетным.
77-летний герцог Веллингтон скончался в августе 1884 года на железнодорожном вокзале Брайтона (графство Сассекс), он был похоронен в родовом имении Стратфилд Сайе Хаус (графство Хэмпшир). Ему наследовал его племянник Генри Уэлсли, ставший 3-м герцогом Веллингтоном. Герцогиня Веллингтон скончалась в возрасте 83 лет в августе 1903 года в городе Уолтон-он-Темза (графство Суррей) и была похоронена в Стратфилд Сайе Хаусе.

## Титулы
- 2-й герцог Веллингтон (14 сентября 1852 — 13 августа 1884)
- 2-й маркиз Веллингтон (1852—1884)
- 2-й маркиз Дору (1854—1884)
- 2-й граф Веллингтон (1852—1884)
- 2-й виконт Веллингтон из Талаверы и из Веллингтона (1852—1884)
- 2-й барон Дору из Уэлсли (1852—1884)
- 2-й князь Ватерлоо (1852—1884)
- 2-й герцог де Сьюдад-Родриго (1852—1884)
- 2-й герцог да Виториа (1852—1884)
- 7-й барон Морнингтон (1863—1884)
- 6-й граф Морнингтон (1863—1884)
- 6-й виконт Уэлсли из Данган-касл (1863—1884)